# هالی رابینسون پیت
هالی رابینسون پیت (انگلیسی: Holly Robinson Peete؛ زادهٔ ۱۸ سپتامبر ۱۹۶۴) هنرپیشه و خواننده آمریکایی است. وی در سریال درام پلیسی شبکه فاکس، هاوارد اردکه، خیابان جامپ شماره ۲۱، در نقش جودی هافس بازی کرده‌است.